# Fiat 1300
Der Fiat 1300 (ital.: Milletrecento) war ein Modell des Automobilherstellers Fiat, das von 1961 bis 1966 produziert wurde. Er war in vielerlei Hinsicht innovativ und am Markt sehr erfolgreich. Das Schwestermodell mit geringfügig mehr Hubraum war der Fiat 1500. In Jugoslawien wurde er noch bis 1979 unter Fiat-Lizenz bei Zastava produziert.

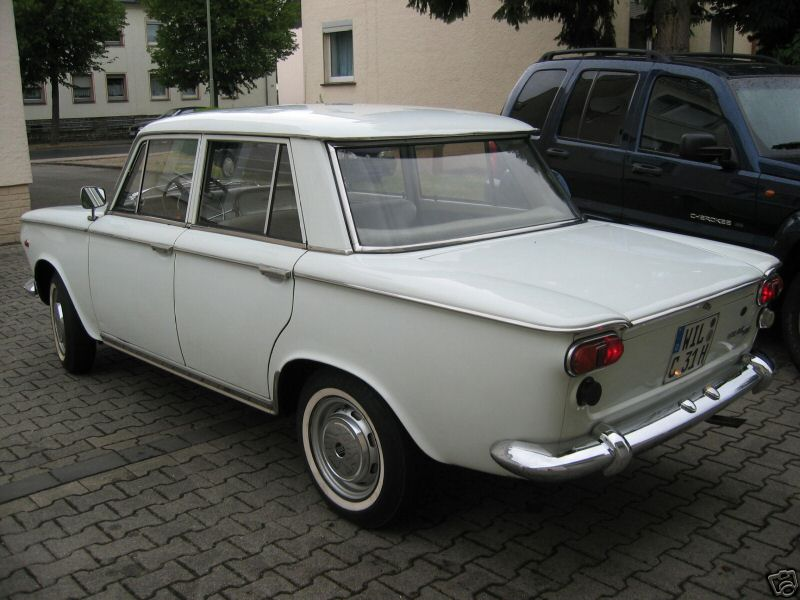
Heckansicht

## Die Entwicklung
Bereits kurz nach der Präsentation des Fiat 1200 Gran Luce 1957 begannen Vorbereitungen, das Nachfolgemodell zu entwerfen. Zielvorgabe für die Einordnung in die zukünftige Modellpalette war, dass es sich zwischen dem 1100 und dem 1800/2100 zu positionieren hatte. Fiat entwickelte mit dem 1300 ein Fahrzeug, das die Wirtschaftlichkeit des kleinen und den Komfort des großen Wagens miteinander kombinieren sollte. Es entstanden die Modelle 116C.000 und 115C.000, die unter dem Namen Fiat 1300/1500 verkauft wurden. Beide waren bis auf den Motor baugleich. Die Geschichte der Entwicklung beschreibt der damalige Leiter der Entwicklung bei Fiat, Dante Giacosa, in seinem Buch "40 Jahre Design bei Fiat".
Die Entwicklung sah eine für italienische Verhältnisse der damaligen Zeit ungewöhnliche Testphase vor. 19 Prototypen absolvierten vor der Markteinführung 1,5 Millionen Testkilometer. Im April 1961 wurde das Fahrzeug präsentiert und erwies sich weit über seine Produktionszeit hinaus als technisch robust.

## Die Gestaltungsmerkmale

### Die Karosserie
Gestaltet war das Auto in der damals modernen Trapezform und stilistisch an die des damals stark beachteten Chevrolet Corvair angelehnt. Insbesondere drei Merkmale fanden sich hier wieder: das ca. 5 cm an der Heckscheibe überhängende Dach, die in eine ovale Metallblende eingefassten runden Doppelscheinwerfer und die in Hüfthöhe umlaufende Karosseriekante. Trotz dieser hochbordigen Form wirkte der Wagen keinesfalls pummelig. Es gab nur eine viertürige Version. Die beliebteste Farbe war weiß. Die selbsttragende Karosserie hatte die Abmessungen 4030 mm × 1545 mm × 1420 mm.

### Der Innenraum
Der Mittelklasse-Fiat war um 20 cm kürzer als der zeitgenössische Stufenheck-VW Typ 3, trotzdem war der Innenraum länger. Er war durch die vier serienmäßigen Türen bequem zu erreichen, und fünf Personen fanden Platz. Die Innenausstattung gab es in Stoff oder wahlweise – gegen 100 DM Aufpreis – in Kunstleder (Skai). Zeitgenössische Autotester bemängelten jedoch die mangelnde Verschleißfestigkeit der Polsterstoffvarianten. Liegesitze waren serienmäßig.
Das Armaturenbrett war serienmäßig umfassend ausgestattet: Bandtachometer, die üblichen Kontrollleuchten für die Blinker (in der ersten Serie noch für die rechte und linke Seite getrennt), Choke, Öldruck, Handbremse, Stand-/Abblend- und Fernlicht. Neben der Tankuhr gab es eine ergänzende rote Warnlampe, die aufleuchtete, sobald das Reservelimit unterschritten wurde. Mit einem Handhebel, der mit dem Gestänge zwischen Gaspedal und Vergaser verbunden war, ließ sich nach einem Kaltstart die Leerlaufdrehzahl anheben, um ein Absterben des Motors zu vermeiden. Warnung: Dieses Standgas als Tempomat zu benutzen war außerordentlich gefährlich, da es sich nicht von selbst zurückstellte. Am Lenkrad saß ein Hupring, die Gänge wurden über eine Lenkradschaltung gewählt. In der Mitte des Armaturenbretts war ein abnehmbarer Deckel mit großem Fiat-Emblem eingesetzt, der den Radioschacht verdeckte. Ein goldfarbener Typenschriftzug fand sich auf der Klappe des Handschuhfachs.

### Die Technik
Der Motor leistete 61 PS (entspricht 45 kW) bei einem Hubraum von 1295 cm³. Die Zylinderbohrung betrug beim 1300 72 mm, beim 1500 77 mm, der Hub war bei beiden Motorversionen 79,5 mm. Die Höchstgeschwindigkeit des 1300 lag bei 140 km/h. Die sportlichen Fahrleistungen wurden durch Abstriche bei der Elastizität erkauft, das maximale Drehmoment von 97 Nm lag erst bei 3200 Umdrehungen pro Minute an. Alle Gänge des 4-Gang-Getriebes waren synchronisiert. Der Schalthebel war an der Lenksäule platziert; auch gegen Aufpreis gab es keine Mittelschaltung, auf Wunsch war jedoch eine Halbautomatik beziehungsweise eine automatische Kupplung („Saxomat“ von Fichtel & Sachs) lieferbar. Die Vorderräder waren einzeln an doppelten Querlenkern aufgehängt, hinten war eine Starrachse mit halbelliptischen Blattfedern eingebaut. Sowohl vorn als auch hinten gab es hydraulische Teleskopstoßdämpfer. Bemerkenswert war seinerzeit die Scheibenbremse vorn, mit der Verzögerungswerte bei sicherer Spurhaltung erreicht wurden, die kein anderer vergleichbarer Wagen bot.

## Der 1300 und der deutsche Markt
Bei der Premiere in Deutschland auf der IAA 1961 galten beide Ausführungen (1300 und 1500) als Konkurrenzmodelle zum Beispiel der neuen Klasse von BMW. Der Fiat 1300 kostete 7100 DM und übertraf hinsichtlich Ausstattung und Innenraumabmessungen zum Beispiel einen VW Typ 3 deutlich. In der darauffolgenden Zeit war er das beliebteste Importauto in Deutschland und auch in mehreren anderen Ländern.
In zeitgenössischen Tests der Fachpresse schnitt er allgemein überdurchschnittlich gut ab. Sogar noch im April 1966 belegte er in einem Fachpresse-Test den zweiten Platz, nicht zuletzt wegen seiner hohen Sicherheit und seines günstigen Preis-Leistungs-Verhältnisses.
Wie viele Fahrzeuge vom Typ 1300 in Deutschland verkauft wurden, ist schwer einzuschätzen, da die Zahlen meist zusammen mit seinem Schwestermodell – dem Fiat 1500 – erfasst wurden. Bekannt ist, dass von beiden zusammen monatlich zwischen 800 und 1800 importiert und von 1961 bis 1968 insgesamt 86.945 Fahrzeuge vom Typ 115/116 zugelassen wurden.

## Modellpflege

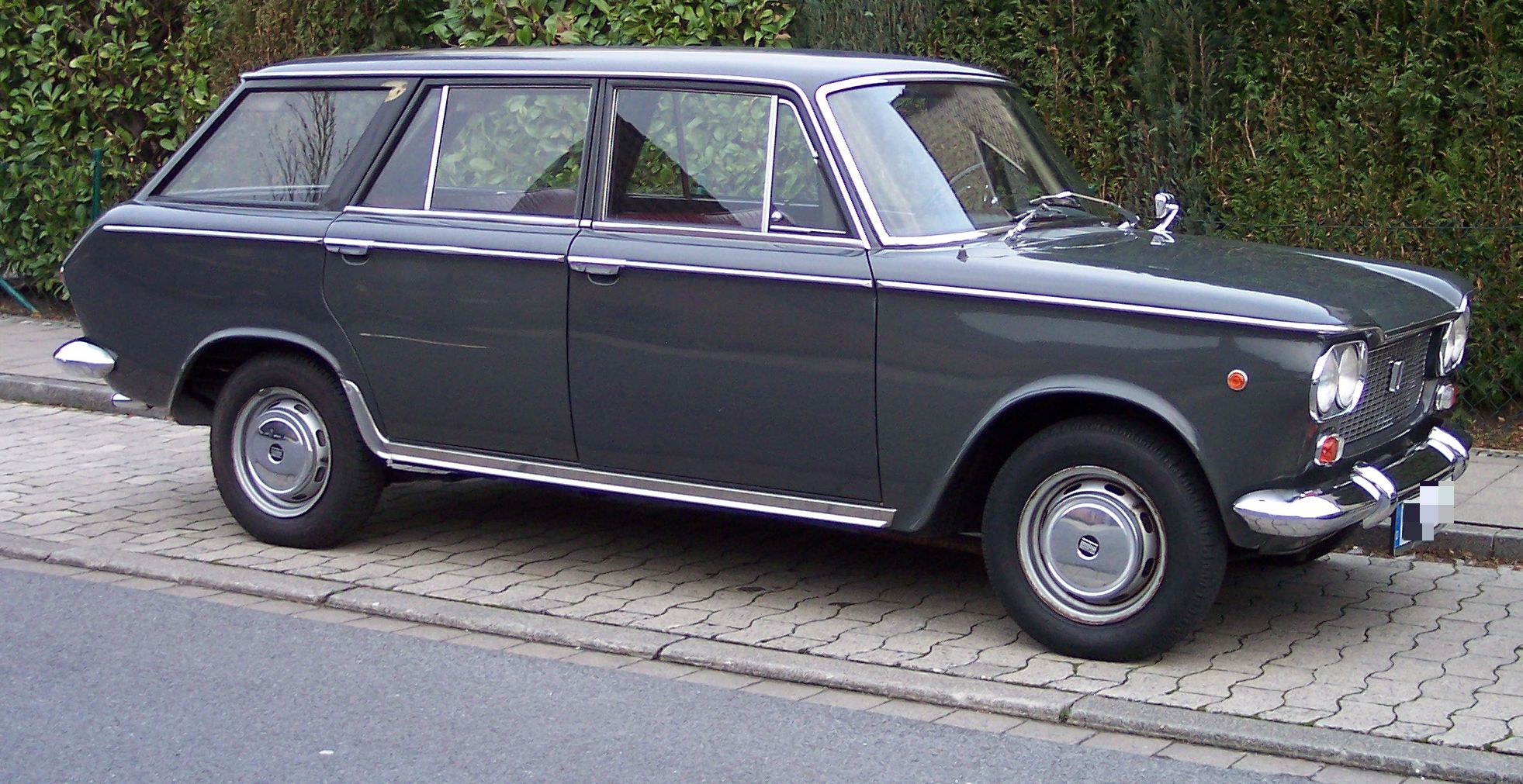
Fiat 1300 Familiare (1961–1966)

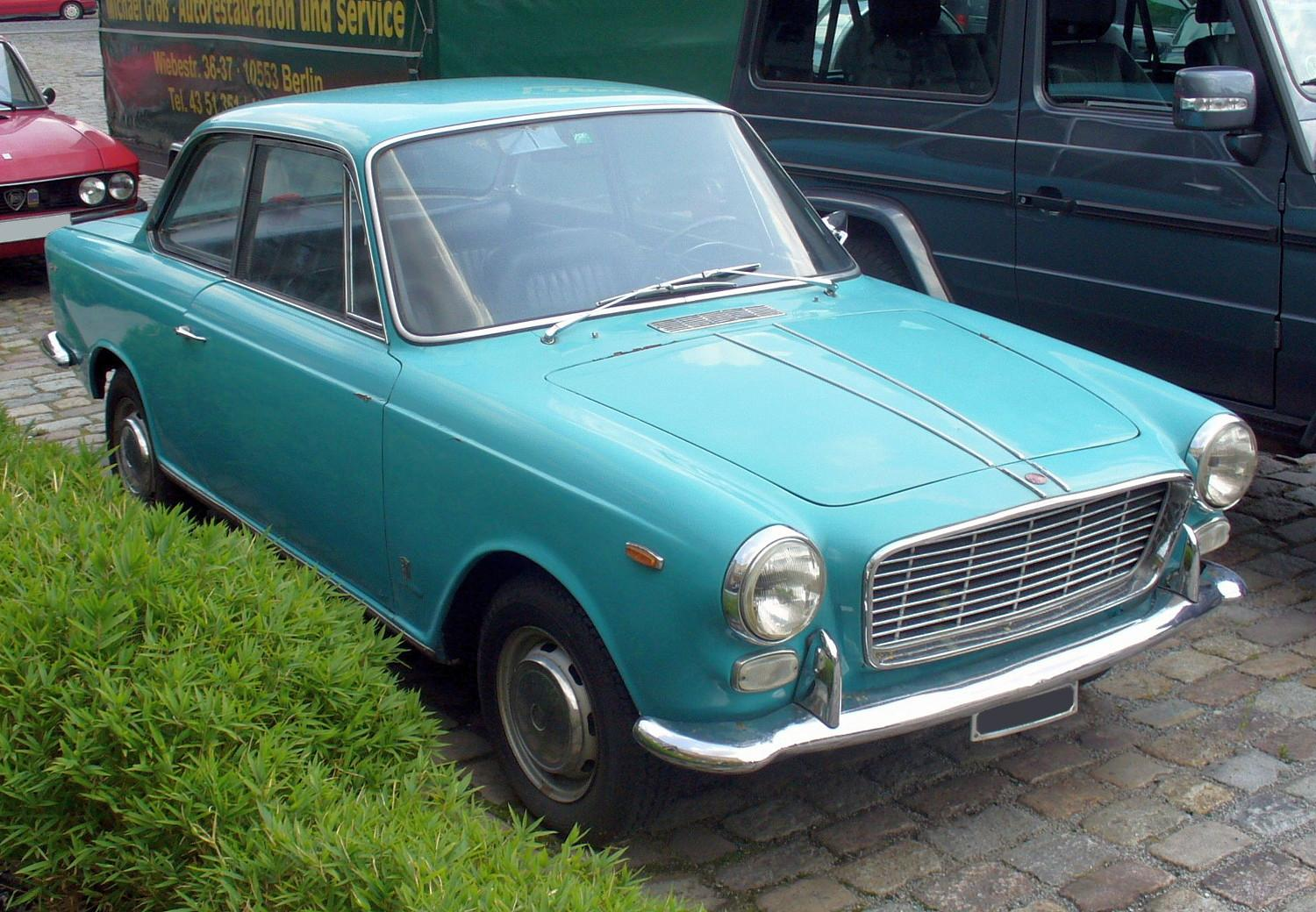
Fiat Vignale 1300 Coupé (1962)

Kurz nach der Präsentation auf dem Salon in Turin wurde eine fünftürige Kombi-Version mit der Bezeichnung Familiare angeboten, die sich vor allem an Handwerker richtete. Die Heckklappe dieses Modells war unterhalb der „Gürtellinie“ so schmal, dass sie zwischen die Heckleuchten der Limousine passte.
1964 folgte für den 1500 das damals in Italien übliche Luxusmodell, erkennbar an einem C in der Modellbezeichnung. Entgegen einer oft verbreiteten Meinung erhielt der 1300 diese Aufwertung nicht.
Die Beliebtheit der 1300/1500 führte dazu, dass sich viele Karosseriebauer Italiens mit Sondermodellen beschäftigten, die aber in der Regel außer dem Motor und der Plattform nicht viel mit dem Standardmodell gemein hatten.

## Das Ende
Der Zeitgeschmack überholte den Fiat 1300. Die „Neue Sachlichkeit“ verlangte nach geraden, kubischen Formen. Nach fünf Jahren Bauzeit wurde die Produktion der 1300er 1966 eingestellt, Nachfolger wurde der Fiat 125. Der Fiat 124 war leistungsmäßig unterhalb der Fiat 1300/1500 Reihe angesiedelt. Der Motor und Teile des Fahrwerks wurden in Polen weitergebaut und im Polski Fiat 125p verwendet. Insgesamt entstanden über 600.000 Einheiten der Reihe 1300/1500.
Zusätzlich wurden bei Zastava weitere 201.160 Fahrzeuge von 1961 bis Dezember 1979 hergestellt. Bei Zastava wurden  eigene Ausstattungsvarianten entwickelt, nämlich die Deluxe und die 1300E Variante. Ab 1969 produzierte Zastava den FSO Polski Fiat 125p im Lohnauftrag und konnte dafür etliche baugleiche Teile wie Motor, Getriebe und Aufhängungsteile vom 1300/1500 weiter nutzen.
Heute ist das Auto in Deutschland selten geworden. Ein Autor der Zeitschrift „Der Spiegel“ glaubt, dass es hierfür zwei wesentliche Gründe gibt. Einerseits führt er die nüchterne, am Hubraum orientierte Modellbezeichnung an, andererseits verschwanden die Autos bedingt durch heftigen Rostbefall relativ schnell von den Straßen. So waren 1988 nur noch 519 angemeldete Autos beider Varianten beim Kraftfahrtbundesamt bekannt.
Dies ist in anderen Ländern anders: In arabischen Ländern erfreut sich der Wagen wegen seiner Robustheit und des „rost(un)günstigen“ Klimas nach wie vor großer Beliebtheit; er ist zum Beispiel in Kairo noch oft als Taxi zu sehen. Auch im ehemaligen Jugoslawien sind noch einige dieser Fahrzeuge unterwegs, dabei handelt es sich allerdings um die von Zastava noch bis 1979 in Lizenz hergestellten Fahrzeuge.

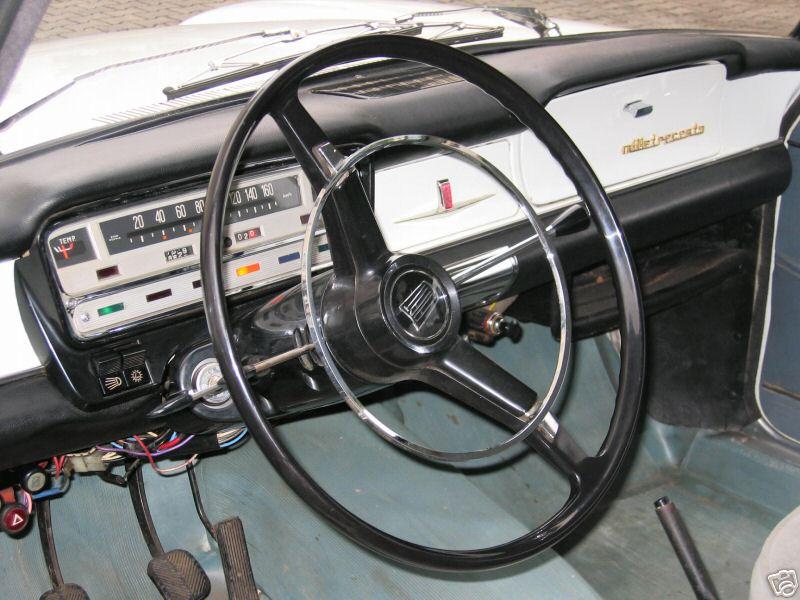
Innenraum des 1300

| Motor:                                      | 4-Zylinder-Reihenmotor (Viertakt)                                        | 4-Zylinder-Reihenmotor (Viertakt)                                        | 4-Zylinder-Reihenmotor (Viertakt)                                        | 4-Zylinder-Reihenmotor (Viertakt)                                        |                                                                |                                                                |                                                                |                                                                |                                                                |                                                                |                                                                |                                                                |                                                                |                                                                |                                                                |                                                                |                                                                |                                                                |                                                                |                                                                |                                                                |                                                                |                                                                |                                                                |                                                                |                                                                |                                                                |                                                                |                                                                |                                                                |                                                                |                                                                |                                                                |                                                                |                                                                |                                                                |                                                                |                                                                |                                                                |                                                                |                                                                |                                                                |
| Hubraum:                                    | 1295 cm³                                                                 | 1295 cm³                                                                 | 1481 cm³                                                                 | 1481 cm³                                                                 |                                                                |                                                                |                                                                |                                                                |                                                                |                                                                |                                                                |                                                                |                                                                |                                                                |                                                                |                                                                |                                                                |                                                                |                                                                |                                                                |                                                                |                                                                |                                                                |                                                                |                                                                |                                                                |                                                                |                                                                |                                                                |                                                                |                                                                |                                                                |                                                                |                                                                |                                                                |                                                                |                                                                |                                                                |                                                                |                                                                |                                                                |                                                                |
| Bohrung × Hub:                              | 72 × 79,5 mm                                                             | 72 × 79,5 mm                                                             | 77 × 79,5 mm                                                             | 77 × 79,5 mm                                                             |                                                                |                                                                |                                                                |                                                                |                                                                |                                                                |                                                                |                                                                |                                                                |                                                                |                                                                |                                                                |                                                                |                                                                |                                                                |                                                                |                                                                |                                                                |                                                                |                                                                |                                                                |                                                                |                                                                |                                                                |                                                                |                                                                |                                                                |                                                                |                                                                |                                                                |                                                                |                                                                |                                                                |                                                                |                                                                |                                                                |                                                                |                                                                |
| Leistung bei 1/min:                         | 45 kW (61 PS) bei 5000                                                   | 45 kW (61 PS) bei 5000                                                   | 49 kW (67 PS) bei 5400                                                   | 49 kW (67 PS) bei 5400                                                   |                                                                |                                                                |                                                                |                                                                |                                                                |                                                                |                                                                |                                                                |                                                                |                                                                |                                                                |                                                                |                                                                |                                                                |                                                                |                                                                |                                                                |                                                                |                                                                |                                                                |                                                                |                                                                |                                                                |                                                                |                                                                |                                                                |                                                                |                                                                |                                                                |                                                                |                                                                |                                                                |                                                                |                                                                |                                                                |                                                                |                                                                |                                                                |
| Max. Drehmoment bei 1/min:                  | 97 Nm bei 3200                                                           | 97 Nm bei 3200                                                           | 120 Nm bei 3200                                                          | 120 Nm bei 3200                                                          |                                                                |                                                                |                                                                |                                                                |                                                                |                                                                |                                                                |                                                                |                                                                |                                                                |                                                                |                                                                |                                                                |                                                                |                                                                |                                                                |                                                                |                                                                |                                                                |                                                                |                                                                |                                                                |                                                                |                                                                |                                                                |                                                                |                                                                |                                                                |                                                                |                                                                |                                                                |                                                                |                                                                |                                                                |                                                                |                                                                |                                                                |                                                                |
| Verdichtung:                                | 9 : 1                                                                    | 9 : 1                                                                    | 9 : 1                                                                    | 9 : 1                                                                    |                                                                |                                                                |                                                                |                                                                |                                                                |                                                                |                                                                |                                                                |                                                                |                                                                |                                                                |                                                                |                                                                |                                                                |                                                                |                                                                |                                                                |                                                                |                                                                |                                                                |                                                                |                                                                |                                                                |                                                                |                                                                |                                                                |                                                                |                                                                |                                                                |                                                                |                                                                |                                                                |                                                                |                                                                |                                                                |                                                                |                                                                |                                                                |
| Gemischaufbereitung:                        | 1 Fallstrom-Doppelvergaser Weber 34 DCDH oder Solex C 34 PAIA2           | 1 Fallstrom-Doppelvergaser Weber 34 DCDH oder Solex C 34 PAIA2           | 1 Fallstrom-Doppelvergaser Weber 34 DCDH oder Solex C 34 PAIA2           | 1 Fallstrom-Doppelvergaser Weber 34 DCDH oder Solex C 34 PAIA2           | 1 Fallstrom-Doppelvergaser Weber 34 DCDH oder Solex C 34 PAIA2 | 1 Fallstrom-Doppelvergaser Weber 34 DCDH oder Solex C 34 PAIA2 | 1 Fallstrom-Doppelvergaser Weber 34 DCDH oder Solex C 34 PAIA2 | 1 Fallstrom-Doppelvergaser Weber 34 DCDH oder Solex C 34 PAIA2 | 1 Fallstrom-Doppelvergaser Weber 34 DCDH oder Solex C 34 PAIA2 | 1 Fallstrom-Doppelvergaser Weber 34 DCDH oder Solex C 34 PAIA2 | 1 Fallstrom-Doppelvergaser Weber 34 DCDH oder Solex C 34 PAIA2 | 1 Fallstrom-Doppelvergaser Weber 34 DCDH oder Solex C 34 PAIA2 | 1 Fallstrom-Doppelvergaser Weber 34 DCDH oder Solex C 34 PAIA2 | 1 Fallstrom-Doppelvergaser Weber 34 DCDH oder Solex C 34 PAIA2 | 1 Fallstrom-Doppelvergaser Weber 34 DCDH oder Solex C 34 PAIA2 | 1 Fallstrom-Doppelvergaser Weber 34 DCDH oder Solex C 34 PAIA2 | 1 Fallstrom-Doppelvergaser Weber 34 DCDH oder Solex C 34 PAIA2 | 1 Fallstrom-Doppelvergaser Weber 34 DCDH oder Solex C 34 PAIA2 | 1 Fallstrom-Doppelvergaser Weber 34 DCDH oder Solex C 34 PAIA2 | 1 Fallstrom-Doppelvergaser Weber 34 DCDH oder Solex C 34 PAIA2 | 1 Fallstrom-Doppelvergaser Weber 34 DCDH oder Solex C 34 PAIA2 | 1 Fallstrom-Doppelvergaser Weber 34 DCDH oder Solex C 34 PAIA2 | 1 Fallstrom-Doppelvergaser Weber 34 DCDH oder Solex C 34 PAIA2 | 1 Fallstrom-Doppelvergaser Weber 34 DCDH oder Solex C 34 PAIA2 | 1 Fallstrom-Doppelvergaser Weber 34 DCDH oder Solex C 34 PAIA2 | 1 Fallstrom-Doppelvergaser Weber 34 DCDH oder Solex C 34 PAIA2 | 1 Fallstrom-Doppelvergaser Weber 34 DCDH oder Solex C 34 PAIA2 | 1 Fallstrom-Doppelvergaser Weber 34 DCDH oder Solex C 34 PAIA2 | 1 Fallstrom-Doppelvergaser Weber 34 DCDH oder Solex C 34 PAIA2 | 1 Fallstrom-Doppelvergaser Weber 34 DCDH oder Solex C 34 PAIA2 | 1 Fallstrom-Doppelvergaser Weber 34 DCDH oder Solex C 34 PAIA2 | 1 Fallstrom-Doppelvergaser Weber 34 DCDH oder Solex C 34 PAIA2 | 1 Fallstrom-Doppelvergaser Weber 34 DCDH oder Solex C 34 PAIA2 | 1 Fallstrom-Doppelvergaser Weber 34 DCDH oder Solex C 34 PAIA2 | 1 Fallstrom-Doppelvergaser Weber 34 DCDH oder Solex C 34 PAIA2 | 1 Fallstrom-Doppelvergaser Weber 34 DCDH oder Solex C 34 PAIA2 | 1 Fallstrom-Doppelvergaser Weber 34 DCDH oder Solex C 34 PAIA2 | 1 Fallstrom-Doppelvergaser Weber 34 DCDH oder Solex C 34 PAIA2 | 1 Fallstrom-Doppelvergaser Weber 34 DCDH oder Solex C 34 PAIA2 | 1 Fallstrom-Doppelvergaser Weber 34 DCDH oder Solex C 34 PAIA2 | 1 Fallstrom-Doppelvergaser Weber 34 DCDH oder Solex C 34 PAIA2 | 1 Fallstrom-Doppelvergaser Weber 34 DCDH oder Solex C 34 PAIA2 |
| Ventilsteuerung:                            | hängende Ventile                                                         | hängende Ventile                                                         | hängende Ventile                                                         | hängende Ventile                                                         |                                                                |                                                                |                                                                |                                                                |                                                                |                                                                |                                                                |                                                                |                                                                |                                                                |                                                                |                                                                |                                                                |                                                                |                                                                |                                                                |                                                                |                                                                |                                                                |                                                                |                                                                |                                                                |                                                                |                                                                |                                                                |                                                                |                                                                |                                                                |                                                                |                                                                |                                                                |                                                                |                                                                |                                                                |                                                                |                                                                |                                                                |                                                                |
| Kühlung:                                    | Wasserkühlung                                                            | Wasserkühlung                                                            | Wasserkühlung                                                            | Wasserkühlung                                                            |                                                                |                                                                |                                                                |                                                                |                                                                |                                                                |                                                                |                                                                |                                                                |                                                                |                                                                |                                                                |                                                                |                                                                |                                                                |                                                                |                                                                |                                                                |                                                                |                                                                |                                                                |                                                                |                                                                |                                                                |                                                                |                                                                |                                                                |                                                                |                                                                |                                                                |                                                                |                                                                |                                                                |                                                                |                                                                |                                                                |                                                                |                                                                |
| Getriebe:                                   | 4-Gang-Getriebe, Lenkradschaltung 1500 a. W. mit Saxomat-Halbautomatik   | 4-Gang-Getriebe, Lenkradschaltung 1500 a. W. mit Saxomat-Halbautomatik   | 4-Gang-Getriebe, Lenkradschaltung 1500 a. W. mit Saxomat-Halbautomatik   | 4-Gang-Getriebe, Lenkradschaltung 1500 a. W. mit Saxomat-Halbautomatik   |                                                                |                                                                |                                                                |                                                                |                                                                |                                                                |                                                                |                                                                |                                                                |                                                                |                                                                |                                                                |                                                                |                                                                |                                                                |                                                                |                                                                |                                                                |                                                                |                                                                |                                                                |                                                                |                                                                |                                                                |                                                                |                                                                |                                                                |                                                                |                                                                |                                                                |                                                                |                                                                |                                                                |                                                                |                                                                |                                                                |                                                                |                                                                |
| Radaufhängung vorn:                         | Dreiecklenker oben, Querlenker unten, Längsschubstreben, Schraubenfedern | Dreiecklenker oben, Querlenker unten, Längsschubstreben, Schraubenfedern | Dreiecklenker oben, Querlenker unten, Längsschubstreben, Schraubenfedern | Dreiecklenker oben, Querlenker unten, Längsschubstreben, Schraubenfedern |                                                                |                                                                |                                                                |                                                                |                                                                |                                                                |                                                                |                                                                |                                                                |                                                                |                                                                |                                                                |                                                                |                                                                |                                                                |                                                                |                                                                |                                                                |                                                                |                                                                |                                                                |                                                                |                                                                |                                                                |                                                                |                                                                |                                                                |                                                                |                                                                |                                                                |                                                                |                                                                |                                                                |                                                                |                                                                |                                                                |                                                                |                                                                |
| Radaufhängung hinten:                       | Starrachse, halbelliptische Blattfedern                                  | Starrachse, halbelliptische Blattfedern                                  | Starrachse, halbelliptische Blattfedern                                  | Starrachse, halbelliptische Blattfedern                                  |                                                                |                                                                |                                                                |                                                                |                                                                |                                                                |                                                                |                                                                |                                                                |                                                                |                                                                |                                                                |                                                                |                                                                |                                                                |                                                                |                                                                |                                                                |                                                                |                                                                |                                                                |                                                                |                                                                |                                                                |                                                                |                                                                |                                                                |                                                                |                                                                |                                                                |                                                                |                                                                |                                                                |                                                                |                                                                |                                                                |                                                                |                                                                |
| Bremsen:                                    | Scheibenbremsen vorne, Trommeln hinten, Bremskraftverstärker             | Scheibenbremsen vorne, Trommeln hinten, Bremskraftverstärker             | Scheibenbremsen vorne, Trommeln hinten, Bremskraftverstärker             | Scheibenbremsen vorne, Trommeln hinten, Bremskraftverstärker             |                                                                |                                                                |                                                                |                                                                |                                                                |                                                                |                                                                |                                                                |                                                                |                                                                |                                                                |                                                                |                                                                |                                                                |                                                                |                                                                |                                                                |                                                                |                                                                |                                                                |                                                                |                                                                |                                                                |                                                                |                                                                |                                                                |                                                                |                                                                |                                                                |                                                                |                                                                |                                                                |                                                                |                                                                |                                                                |                                                                |                                                                |                                                                |
| Lenkung:                                    | Schneckenlenkung                                                         | Schneckenlenkung                                                         | Schneckenlenkung                                                         | Schneckenlenkung                                                         |                                                                |                                                                |                                                                |                                                                |                                                                |                                                                |                                                                |                                                                |                                                                |                                                                |                                                                |                                                                |                                                                |                                                                |                                                                |                                                                |                                                                |                                                                |                                                                |                                                                |                                                                |                                                                |                                                                |                                                                |                                                                |                                                                |                                                                |                                                                |                                                                |                                                                |                                                                |                                                                |                                                                |                                                                |                                                                |                                                                |                                                                |                                                                |
| Karosserie:                                 | Stahlblech, selbsttragend                                                | Stahlblech, selbsttragend                                                | Stahlblech, selbsttragend                                                | Stahlblech, selbsttragend                                                |                                                                |                                                                |                                                                |                                                                |                                                                |                                                                |                                                                |                                                                |                                                                |                                                                |                                                                |                                                                |                                                                |                                                                |                                                                |                                                                |                                                                |                                                                |                                                                |                                                                |                                                                |                                                                |                                                                |                                                                |                                                                |                                                                |                                                                |                                                                |                                                                |                                                                |                                                                |                                                                |                                                                |                                                                |                                                                |                                                                |                                                                |                                                                |
| Spurweite vorn/hinten:                      | 1295/1270 mm                                                             | 1295/1270 mm                                                             | 1295/1270 mm                                                             | 1295/1270 mm                                                             |                                                                |                                                                |                                                                |                                                                |                                                                |                                                                |                                                                |                                                                |                                                                |                                                                |                                                                |                                                                |                                                                |                                                                |                                                                |                                                                |                                                                |                                                                |                                                                |                                                                |                                                                |                                                                |                                                                |                                                                |                                                                |                                                                |                                                                |                                                                |                                                                |                                                                |                                                                |                                                                |                                                                |                                                                |                                                                |                                                                |                                                                |                                                                |
| Radstand:                                   | 2425 mm                                                                  | 2425 mm                                                                  | 2425 mm                                                                  | 2425 mm                                                                  |                                                                |                                                                |                                                                |                                                                |                                                                |                                                                |                                                                |                                                                |                                                                |                                                                |                                                                |                                                                |                                                                |                                                                |                                                                |                                                                |                                                                |                                                                |                                                                |                                                                |                                                                |                                                                |                                                                |                                                                |                                                                |                                                                |                                                                |                                                                |                                                                |                                                                |                                                                |                                                                |                                                                |                                                                |                                                                |                                                                |                                                                |                                                                |
| Abmessungen:                                | 4030 × 1545 × 1440 mm                                                    | 4030 × 1545 × 1440 mm                                                    | 4030 × 1545 × 1440 mm                                                    | 4030 × 1545 × 1440 mm                                                    |                                                                |                                                                |                                                                |                                                                |                                                                |                                                                |                                                                |                                                                |                                                                |                                                                |                                                                |                                                                |                                                                |                                                                |                                                                |                                                                |                                                                |                                                                |                                                                |                                                                |                                                                |                                                                |                                                                |                                                                |                                                                |                                                                |                                                                |                                                                |                                                                |                                                                |                                                                |                                                                |                                                                |                                                                |                                                                |                                                                |                                                                |                                                                |
| Leergewicht:                                | 960 kg                                                                   | 1010 kg                                                                  | 980 kg                                                                   | 1010 kg                                                                  |                                                                |                                                                |                                                                |                                                                |                                                                |                                                                |                                                                |                                                                |                                                                |                                                                |                                                                |                                                                |                                                                |                                                                |                                                                |                                                                |                                                                |                                                                |                                                                |                                                                |                                                                |                                                                |                                                                |                                                                |                                                                |                                                                |                                                                |                                                                |                                                                |                                                                |                                                                |                                                                |                                                                |                                                                |                                                                |                                                                |                                                                |                                                                |
| Höchstgeschwindigkeit:                      | 140 km/h                                                                 | 140 km/h                                                                 | 155 km/h                                                                 | 155 km/h                                                                 |                                                                |                                                                |                                                                |                                                                |                                                                |                                                                |                                                                |                                                                |                                                                |                                                                |                                                                |                                                                |                                                                |                                                                |                                                                |                                                                |                                                                |                                                                |                                                                |                                                                |                                                                |                                                                |                                                                |                                                                |                                                                |                                                                |                                                                |                                                                |                                                                |                                                                |                                                                |                                                                |                                                                |                                                                |                                                                |                                                                |                                                                |                                                                |
| 0–100 km/h:                                 | nicht angegeben                                                          | nicht angegeben                                                          | nicht angegeben                                                          | nicht angegeben                                                          |                                                                |                                                                |                                                                |                                                                |                                                                |                                                                |                                                                |                                                                |                                                                |                                                                |                                                                |                                                                |                                                                |                                                                |                                                                |                                                                |                                                                |                                                                |                                                                |                                                                |                                                                |                                                                |                                                                |                                                                |                                                                |                                                                |                                                                |                                                                |                                                                |                                                                |                                                                |                                                                |                                                                |                                                                |                                                                |                                                                |                                                                |                                                                |
| Verbrauch (Liter/100 Kilometer, CUNA-Norm): | 8,8 s                                                                    | 9,6 s                                                                    | 9,4 s                                                                    | 10,1 s                                                                   |                                                                |                                                                |                                                                |                                                                |                                                                |                                                                |                                                                |                                                                |                                                                |                                                                |                                                                |                                                                |                                                                |                                                                |                                                                |                                                                |                                                                |                                                                |                                                                |                                                                |                                                                |                                                                |                                                                |                                                                |                                                                |                                                                |                                                                |                                                                |                                                                |                                                                |                                                                |                                                                |                                                                |                                                                |                                                                |                                                                |                                                                |                                                                |
| Preis (DM, 1965): (SFr, 1965)               | 6.690 8.695                                                              | – 9.995                                                                  | 6.990 9.350                                                              | – 10.350                                                                 |                                                                |                                                                |                                                                |                                                                |                                                                |                                                                |                                                                |                                                                |                                                                |                                                                |                                                                |                                                                |                                                                |                                                                |                                                                |                                                                |                                                                |                                                                |                                                                |                                                                |                                                                |                                                                |                                                                |                                                                |                                                                |                                                                |                                                                |                                                                |                                                                |                                                                |                                                                |                                                                |                                                                |                                                                |                                                                |                                                                |                                                                |                                                                |